# Indien i olympiska sommarspelen 1960
Indien deltog med 45 deltagare vid de olympiska sommarspelen 1960 i Rom. Totalt vann de en silvermedalj.

## Medalj

### Silver
- Joseph Antic, Leslie Claudius, Jaman Lal Sharma, Mohinder Lal, Shankar Lakshman, John Peter, Govind Sawant, Raghbir Singh Bhola, Udham Singh Kullar, Charanjit Singh, Jaswant Singh, Joginder Singh och Prithipal Singh - Landhockey.